# Випрехт, Вильгельм
Вильгельм Фридрих Випрехт (нем. Wilhelm Friedrich Wieprecht; 10 августа 1802, Ашерслебен — 4 августа 1872, Берлин) — немецкий композитор, дирижёр и музыкальный деятель.
Сын Фридриха Якоба Випрехта (1771—1845), военного трубача, ставшего в 1807 г. городским музыкантом в Ашерслебене. С детских лет получил от отца навыки игры на всех основных духовых инструментах. С 1819 г. учился в Дрездене, в 1821—1822 гг. играл там же в городском оркестре. С 1822 г. жил и работал в Лейпциге, где играл на скрипке, валторне и кларнете в городском театре и в оркестре Гевандхауса.
С 1824 г. в Берлине, камермузыкант, солист Королевской капеллы. В 1828—1843 гг. занимал начальственные должности разного уровня в системе прусских военных оркестров. Внёс большой вклад в реорганизацию военной музыки в стране, в унификацию военных оркестров и расширение их репертуара (в том числе за счёт аранжировок симфонической музыки). Много работал над усовершенствованием вентильного механизма у медных духовых, сконструировал бас-тубу, бас-кларнет (так называемый батифон) и т. д. В 1847 г. работал над реформой военных оркестров в Турции, в 1852 г. направил своего ассистента для аналогичной работы в Гватемале. В 1867 г. возглавляемый Випрехтом военный оркестр был удостоен первой премии на конкурсе военных оркестров в рамках Всемирной выставки в Париже.
Автор военных маршей, полек и т. п.